# Fabia Eudokia
Fabia Eudokia, född ca. 580, död 612, var en bysantinsk kejsarinna, gift med kejsar Herakleios.

## Biografi
Fabia var dotter till godsägaren Rogas från Libya. Hon var trolovad med Herakleios före hans tronbestigning. 
Hon och hans mor Epiphania befann sig i Konstantinopel i september eller oktober 610, när Herakleios (som sedan 608 bedrivit krig mot kejsaren) befann sig utanför staden med sina trupper, och togs båda som gisslan av kejsar Fokas och fängslades i klostret Nea Metanoia. De befriades av partiet De Gröna och fördes till Calonymus, varefter maken gick till anfall mot staden och erövrade tronen från Fokas. Dagen Fabias återkomst till staden 5 oktober kröntes Herakleios till kejsare och gifte sig därefter med henne, varpå hon kröntes till kejsarinna och antog namnet Eudokia. 
Fabia Eudokia födde tre barn på tre år med korta mellanrum och avled i epilepsi efter födelsen av sitt tredje barn (som inte överlevde förlossningen). Under hennes begravningsprocession råkade en tjänsteflicka spotta ut genom fönstret just som begravningståget passerade, och hennes spott landade på liket. Detta väckte en sådan vrede att folkmassan rusade in i huset och grep flickan och lynchade henne genom att bränna henne levande. 
Fabia Eudokia blev i historien tillskriven stor popularitet, eftersom personer även i hennes samtid jämförde henne till hennes fördel med hennes avskydda efterträdare Martina. 

## Barn
- Epiphania
- Heraclius Constantine